# Cosmos 53
Cosmos 53 (en cirílico, Космос 53) fue un satélite artificial soviético perteneciente a la clase de satélites DS y lanzado el 30 de enero de 1965 mediante un cohete Kosmos-2I desde Kapustin Yar.

## Objetivos
El objetivo de Cosmos 53 fue realizar experimentos de comunicación y navegación para cubrir las necesidades de las fuerzas nucleares soviéticas. También realizó estudios sobre rayos cósmicos, sobre la radiación proveniente de las pruebas nucleares, sobre los cinturones de radiación y sobre la ionosfera.

## Características
Cosmos 53 tenía una masa de 310 kg y reentró en la atmósfera el 12 de agosto de 1966. Para los estudios ionosféricos empleó un transmisor Mayak funcionando a 20,005 y 90,022 MHz. El satélite fue inyectado en una órbita con un perigeo de 221 km y un apogeo de 1172 km, con una inclinación orbital de 48,7 grados y un periodo de 98,7 minutos.

## Resultados
Cosmos 53 produjo, entre otros, resultados científicos a partir de la medición de los flujos de neutrones producidos por el impacto de los protones que componen los rayos cósmicos en el material que formaba el satélite.